# Liste der Orte im Landkreis München
Die Liste der Orte im Landkreis München listet die 138 amtlich benannten Gemeindeteile (Hauptorte, Kirchdörfer, Pfarrdörfer, Dörfer, Weiler und Einöden) im Landkreis München auf.

## Systematische Liste
Alphabet der Städte und Gemeinden mit den zugehörigen Orten.
- Die Gemeinde Aschheim mit 2 Gemeindeteilen:
  - Pfarrdorf Aschheim
  - Kirchdorf Dornach

- Die Gemeinde Aying mit 19 Gemeindeteilen:
  - Pfarrdörfer Aying und Kleinhelfendorf
  - Kirchdorf Peiß
  - Dörfer Dürrnhaar, Göggenhofen, Graß, Großhelfendorf und Kleinkarolinenfeld
  - Weiler Heimatshofen, Kaltenbrunn, Kaps, Loibersdorf und Trautshofen
  - Einöden Blindham, Griesstätt, Oberschops, Rauchenberg, Spielberg und Unterschops

- Die Gemeinde Baierbrunn mit 2 Gemeindeteilen:
  - Pfarrdorf Baierbrunn
  - Siedlung Buchenhain

- Die Gemeinde Brunnthal mit 10 Gemeindeteilen:
  - Pfarrdörfer Brunnthal und Hofolding
  - Kirchdörfer Faistenhaar und Kirchstockach
  - Dorf Otterloh
  - Siedlung Neukirchstockach und Waldbrunn
  - Einöden Englwarting, Portenläng und Riedhausen

- Die Gemeinde Feldkirchen mit dem gleichnamigen Pfarrdorf

- Die Stadt Garching bei München mit 3 Gemeindeteilen:
  - Hauptort Garching bei München
  - Dorf Dirnismaning
  - Siedlung Hochbrück

- Die Gemeinde Gräfelfing mit 2 Gemeindeteilen:
  - Pfarrdorf Gräfelfing
  - Sonstiger Ort Lochham

- Die Gemeinde Grasbrunn mit 5 Gemeindeteilen:
  - Kirchdörfer Grasbrunn und Harthausen
  - Siedlung Neukeferloh
  - Weiler Keferloh
  - Wallfahrtskirche (-kapelle) Möschenfeld

- Die Gemeinde Grünwald mit 6 Gemeindeteilen:
  - Stadtrandsiedlungen Geiselgasteig und Grünwald
  - Weiler Wörnbrunn
  - Einöden Brunnhaus, Oberdill und Sauschütt

- Die Stadt Haar mit 5 Gemeindeteilen:
  - Pfarrdorf Ottendichl
  - Kirchdörfer Gronsdorf und Salmdorf
  - Stadtrandsiedlung Haar
  - Sonstiger Ort Eglfing

- Die Gemeinde Hohenbrunn mit 2 Gemeindeteilen:
  - Pfarrdorf Hohenbrunn
  - Siedlung Riemerling

- Die Gemeinde Höhenkirchen-Siegertsbrunn mit 3 Gemeindeteilen:
  - Pfarrdörfer Höhenkirchen und Siegertsbrunn
  - Einöde Wächterhof

- Die Gemeinde Ismaning mit 2 Gemeindeteilen:
  - Pfarrdorf Ismaning
  - Siedlung Fischerhäuser

- Die Gemeinde Kirchheim b.München mit 3 Gemeindeteilen:
  - Pfarrdörfer Heimstetten und Kirchheim b.München
  - Dorf Hausen

- Die Gemeinde Neubiberg mit 2 Gemeindeteilen:
  - Kirchdorf Unterbiberg
  - Stadtrandsiedlung Neubiberg

- Die Gemeinde Neuried mit 2 Gemeindeteilen:
  - Pfarrdorf Neuried
  - Forsthaus Kasten

- Die Gemeinde Oberhaching mit 9 Gemeindeteilen:
  - Pfarrdörfer Deisenhofen und Oberhaching
  - Kirchdörfer Kreuzpullach und Oberbiberg
  - Dörfer Furth, Gerblinghausen, Jettenhausen und Ödenpullach
  - Weiler Laufzorn

- Die Gemeinde Oberschleißheim mit 9 Gemeindeteilen:
  - Dörfer Lustheim und Mittenheim
  - Stadtrandsiedlung Oberschleißheim
  - Siedlungen Badersfeld und Neuherberg
  - Weiler Hochmutting
  - Einöden Bergl, Fasanerie und Kreuzstraße

- Die Gemeinde Ottobrunn mit der gleichnamigen Stadtrandsiedlung

- Die Gemeinde Planegg mit 4 Gemeindeteilen:
  - Stadtrandsiedlung Planegg
  - Dorf Martinsried
  - Weiler Steinkirchen
  - Kloster Maria Eich

- Die Gemeinde Pullach i.Isartal mit 3 Gemeindeteilen:
  - Pfarrdorf Pullach i.Isartal
  - Stadtrandsiedlung Großhesselohe
  - Industrieort Höllriegelskreuth

- Die Gemeinde Putzbrunn mit 4 Gemeindeteilen:
  - Pfarrdorf Putzbrunn
  - Dörfer Oedenstockach und Solalinden
  - Siedlung Waldkolonie

- Die Gemeinde Sauerlach mit 12 Gemeindeteilen:
  - Pfarrdörfer Altkirchen, Arget und Sauerlach
  - Kirchdorf Lanzenhaar
  - Dörfer Grafing, Großeichenhausen, Gumpertshausen und Lochhofen
  - Weiler Brand, Kleineichenhausen und Walchstatt
  - Einöde Gumpertsham

- Die Gemeinde Schäftlarn mit 5 Gemeindeteilen:
  - Pfarrdörfer Ebenhausen und Hohenschäftlarn
  - Kirchdörfer Kloster Schäftlarn, Neufahrn und Zell

- Die Gemeinde Straßlach-Dingharting mit 13 Gemeindeteilen:
  - Pfarrdorf Großdingharting
  - Kirchdörfer Holzhausen, Kleindingharting und Straßlach
  - Dorf Ebertshausen
  - Siedlungen Frundsbergerhöhe, Hailafing und Mühlthal
  - Weiler Beigarten und Gleißentalweiher
  - Einöden Deigstetten und Epolding
  - Kapelle Kirchlberg

- Die Gemeinde Taufkirchen mit 5 Gemeindeteilen:
  - Pfarrdorf Taufkirchen
  - Dörfer Potzham und Winning
  - Siedlung Am Wald
  - Weiler Pötting

- Die Gemeinde Unterföhring mit dem gleichnamigen Pfarrdorf

- Die Gemeinde Unterhaching mit der gleichnamigen Stadtrandsiedlung

- Die Stadt Unterschleißheim mit 3 Gemeindeteilen:
  - Dorf Riedmoos
  - Siedlungen Lohhof und Unterschleißheim

## Alphabetische Liste
In Fettschrift erscheinen die Orte, die namengebend für die Gemeinde sind.

### A
- Altkirchen zu Sauerlach
- Am Wald zu Taufkirchen
- Arget zu Sauerlach
- Aschheim
- Aying

### B
- Badersfeld zu Oberschleißheim
- Baierbrunn
- Beigarten zu Straßlach-Dingharting
- Bergl zu Oberschleißheim
- Blindham zu Aying
- Brand zu Sauerlach
- Brunnhaus zu Grünwald
- Brunnthal
- Buchenhain zu Baierbrunn

### D
- Deigstetten zu Straßlach-Dingharting
- Deisenhofen zu Oberhaching
- Dirnismaning zu Garching b.München
- Dornach zu Aschheim
- Dürrnhaar zu Aying

### E
- Ebenhausen zu Schäftlarn
- Ebertshausen zu Straßlach-Dingharting
- Eglfing zu Haar
- Englwarting zu Brunnthal
- Epolding zu Straßlach-Dingharting

### F
- Faistenhaar zu Brunnthal
- Fasanerie zu Oberschleißheim
- Feldkirchen
- Frundsbergerhöhe zu Straßlach-Dingharting
- Furth zu Oberhaching

### G
- Garching b.München
- Geiselgasteig zu Grünwald
- Gerblinghausen zu Oberhaching
- Gleißentalweiher zu Straßlach-Dingharting
- Göggenhofen zu Aying
- Gräfelfing
- Grafing zu Sauerlach
- Grasbrunn
- Graß zu Aying
- Griesstätt zu Aying
- Gronsdorf zu Haar
- Großdingharting zu Straßlach-Dingharting
- Großeichenhausen zu Sauerlach
- Großhelfendorf zu Aying
- Großhesselohe zu Pullach i.Isartal
- Grünwald
- Gumpertsham zu Sauerlach
- Gumpertshausen zu Sauerlach

### H
- Haar
- Hailafing zu Straßlach-Dingharting
- Harthausen zu Grasbrunn
- Hausen zu Kirchheim b.München
- Heimatshofen zu Aying
- Heimstetten zu Kirchheim b.München
- Hochbrück zu Garching b.München
- Hochmutting zu Oberschleißheim
- Hofolding zu Brunnthal
- Hohenbrunn
- Höhenkirchen zu Höhenkirchen-Siegertsbrunn
- Hohenschäftlarn zu Schäftlarn
- Höllriegelskreuth zu Pullach i.Isartal
- Holzhausen zu Straßlach-Dingharting

### I
- Ismaning

### J
- Jettenhausen zu Oberhaching

### K
- Kaltenbrunn zu Aying
- Kaps zu Aying
- Kasten zu Neuried
- Keferloh zu Grasbrunn
- Kirchheim b.München
- Kirchlberg zu Straßlach-Dingharting
- Kirchstockach zu Brunnthal
- Kleindingharting zu Straßlach-Dingharting
- Kleineichenhausen zu Sauerlach
- Kleinhelfendorf zu Aying
- Kleinkarolinenfeld zu Aying
- Kloster Schäftlarn zu Schäftlarn
- Kreuzpullach zu Oberhaching
- Kreuzstraße zu Oberschleißheim

### L
- Lanzenhaar zu Sauerlach
- Laufzorn zu Oberhaching
- Lochham zu Gräfelfing
- Lochhofen zu Sauerlach
- Lohhof zu Unterschleißheim
- Loibersdorf zu Aying
- Lustheim zu Oberschleißheim

### M
- Maria Eich zu Planegg
- Martinsried zu Planegg
- Mittenheim zu Oberschleißheim
- Möschenfeld zu Grasbrunn
- Mühlthal zu Straßlach-Dingharting

### N
- Neubiberg
- Neufahrn zu Schäftlarn
- Neuherberg zu Oberschleißheim
- Neukeferloh zu Grasbrunn
- Neukirchstockach zu Brunnthal
- Neuried

### O
- Oberbiberg zu Oberhaching
- Oberdill zu Grünwald
- Oberhaching
- Oberschleißheim
- Oberschops zu Aying
- Ödenpullach zu Oberhaching
- Oedenstockach zu Putzbrunn
- Ottendichl zu Haar
- Otterloh zu Brunnthal
- Ottobrunn

### P
- Peiß zu Aying
- Planegg
- Portenläng zu Brunnthal
- Pötting zu Taufkirchen
- Potzham zu Taufkirchen
- Pullach i.Isartal
- Putzbrunn

### R
- Rauchenberg zu Aying
- Riedhausen zu Brunnthal
- Riedmoos zu Unterschleißheim
- Riemerling zu Hohenbrunn

### S
- Salmdorf zu Haar
- Sauerlach
- Sauschütt zu Grünwald
- Siegertsbrunn zu Höhenkirchen-Siegertsbrunn
- Solalinden zu Putzbrunn
- Spielberg zu Aying
- Steinkirchen zu Planegg
- Straßlach zu Straßlach-Dingharting

### T
- Taufkirchen
- Trautshofen zu Aying

### U
- Unterbiberg zu Neubiberg
- Unterföhring
- Unterhaching
- Unterschleißheim
- Unterschops zu Aying

### W
- Wächterhof zu Höhenkirchen-Siegertsbrunn
- Walchstatt zu Sauerlach
- Waldbrunn zu Brunnthal
- Waldkolonie zu Putzbrunn
- Winning zu Taufkirchen
- Wörnbrunn zu Grünwald

### Z
- Zell zu Schäftlarn